# Prosorchis australis
Prosorchis australis är en plattmaskart som beskrevs av Kurochkin, Parukhin och Korotaeva 1971. Prosorchis australis ingår i släktet Prosorchis och familjen Hemiuridae. Inga underarter finns listade i Catalogue of Life.